# Vicente Carrión Arregui
Vicente Carrión Arregui (San Sebastián 1957) es un profesor de filosofía,  escritor y articulista español.
Desarrolló una intensa oposición intelectual al franquismo primero y a ETA y su entorno después.
Al inicio de los noventa empezó a publicar artículos de opinión en prensa, con los que obtuvo dos premios nacionales de periodismo por sendos artículos aparecidos en El Correo.
En 2010 publicó su primera novela "Padre Patria"  en la que combina realidad y ficción en torno al terrorismo etarra y en 2021 publicó "Memoria de Cristina" donde profundiza sobre nuestra capacidad de anteponer los afectos a las ideologías.

## Biografía
Nació en San Sebastián y en su primera juventud se relacionó con grupos antifranquistas de San Sebastián.
Tras los años de la transición en España, tomó postura  contra la utilización de la violencia con cualquier motivación política, especialmente representado por  ETA y su entorno.
Tras licenciarse en filosofía por la facultad de Zorroaga de la Universidad del País Vasco  ocupó plaza de profesor de Filosofía en institutos de Andalucía, Álava y Miranda de Ebro.
Al inicio de los noventa empezó a publicar artículos de opinión en diversos medios como La Voz de Euskadi, El Correo o el País  con los que obtuvo dos premios nacionales: el de la Fundación Independiente (2002) y el “Emilio Romero” (2006).
En 2010 publicó su primera novela, “Padre patria” (Hiria) y en 2021 publicó "Memoria de Cristina".
Ha sido miembro de organizaciones como la Coordinadora de Paz del País Vasco , Comisiones Obreras o la Fundación Fernando Buesa.
Tras la jubilación  de la docencia, se instaló con su familia en un pequeño pueblo de Castilla.